# Годлево
Го́длево (болг. Годлево) — село в Благоєвградській області Болгарії. Входить до складу громади Разлог.

## Населення
За даними перепису населення 2011 року у селі проживали 503 особи, з них 494 особи (99,6%) — болгари.
Розподіл населення за віком у 2011 році:
Динаміка населення: